# کانتربری (ویرجینیای غربی)
کانتربری، ویرجینیای غربی (انگلیسی: Canterbury, West Virginia) یک منطقهٔ مسکونی در ایالات متحده آمریکا است که در شهرستان مینگو، ویرجینیای غربی واقع شده است.